# Preclusione
Nel diritto italiano, la preclusione è la perdita o estinzione del diritto di compiere un atto processuale, dovuta alla incompatibilità con l'attività già svolta oppure al fatto di avere già esercitato il diritto.

## Ratio
Il legislatore si preoccupa che vi sia una certa coerenza tra gli atti che un soggetto (processuale o lato sensu istituzionale) deve compiere secondo una determinata sequenza logico-giuridica. 
Quando la sequenza procedimentale va comunque svolta in un determinato arco di tempo, si può far rientrare il decorso del termine nel concetto di preclusione.

## Differenze
La preclusione opera quando un comportamento è incompatibile con un altro precedentemente tenuto (in senso stretto), mentre il termine (preclusione in senso ampio) valuta il comportamento in base allo scorrere del tempo. Se il tempo decorre inutilmente, si ha la decadenza.

## Storia
Antonio Carratta afferma che, nel panorama internazionale, l'elaborazione generale del principio di preclusione viene attribuita al giurista tedesco Oskar von Bülow, considerato uno dei maggiori esperti di diritto processuale civile dell'epoca in cui operò. 
In Italia, sono da tenere in considerazione posizione e studi di Giuseppe Chiovenda.